# Robert Fernand Hulet
Robert Fernand Florent Ghislain Hulet (Limal, 16 februari 1913 - Waver, 7 september 1999) was een Belgisch volksvertegenwoordiger en burgemeester.

## Levensloop
Hulet was een zoon van Louis Philippe Hulet (1872-1942) en van Alphonsine Jacob (1873-1956). Hij was getrouwd met Yvonne Verwilst van Crombrugge en ze hadden vijf kinderen.
Beroepshalve industrieel, werd Hulet in 1952 voor de Liberale Partij verkozen tot gemeenteraadslid van Limal, waar hij van 1971 tot 1976 burgemeester was. In 1976 ging Limal op in Waver, waar hij van 1977 tot 1988 en van 1993 tot 1994 gemeenteraadslid en van 1977 tot 1982 burgemeester was.
Van 1961 tot 1977 was Hulet voorzitter van de PLP- en daarna de PRLW-afdeling van Waals-Brabant. Ook zetelde hij van 1965 tot 1971 en van 1977 tot 1978 voor het arrondissement Nijvel in de Kamer van volksvertegenwoordigers.